# Hervey Bay
Hervey Bay is een snelgroeiende stad in zuidoost Queensland, Australië. De ‘baai’ heeft een subtropisch klimaat zonder echte extremen (gemiddeld 30 graden Celsius in de zomer en 23 graden in de winter). Tijdens de telling van 2021 was de populatie 57.722. De stad beslaat een gebied van 2356 km² en valt onder het bestuur van de Fraser Coast Regional Council.
De stad bevindt zich aan de kust van de zuidelijke Grote Oceaan en ligt vlak bij Fraser Island,’s werelds grootste zandeiland, en Lady Elliot Island, een prestigieus vakantieeiland op het Groot Barrièrerif. De lokale economie leeft van het toerisme. De belangrijkste toeristentrekkers zijn bootvaarten om walvissen te bekijken, Fraser Island en Lady Elliot Island. Recente cijfers (2004) geven weer dat de stad meer dan 600.000 bezoekers per jaar verwelkomt. 

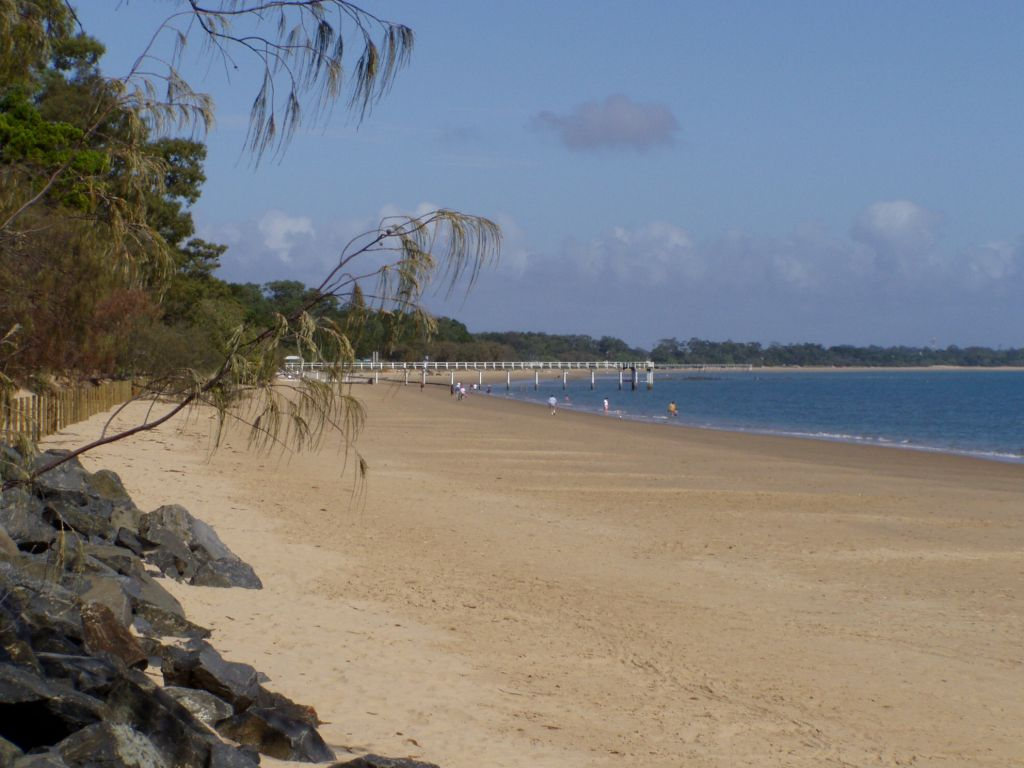
Strand van Hervey Bay

## Geschiedenis
De baai is oorspronkelijker “Hervey’s Bay” genoemd door James Cook toen hij er op 21 mei 1770 lang voer. De baai is genoemd naar marineofficier The Hon. Augustus Hervey. Niet lang geleden bestond Hervey Bay alleen nog maar uit een strook kleine dorpjes die langs de kust liep. In 1976 was de populatie nog maar 8.000.

## Klimaat
Hervey Bay heeft een warm subtropisch klimaat zonder extremen. In de zomer ligt maximumtemperatuur overdag gemiddeld op zo’n 30 graden Celsius, met een minimumtemperatuur van zo’n 21 graden Celsius. In de winter is de gemiddelde temperatuur overdag maximum zo’n 22 graden Celsius. Soms bereikt de temperatuur er lage waarden. De laagst gemeten temperatuur is -1.2 graden Celsius in juli 2007. Aangezien het klimaat subtropisch is valt het gros van de jaarlijkse regenval tijdens de zomer. Het regenseizoen loopt van december tot februari.

## Transport
Hervey Bay ligt ongeveer 3,5 uur rijden ten noorden van Brisbane en 30 minuten ten noordoosten van Maryborough. De stad beschikt over een eigen vliegveld, Hervey Bay Airport. Hiernaartoe gaan directe vluchten vanaf Brisbane en Sydney.
Hoofdstad: Brisbane

Steden: Bundaberg · 
Cairns · 
Caloundra · 
Charters Towers · 
Gladstone · 
Gold Coast · 
Hervey Bay · 
Ipswich · 
Logan · 
Mackay · 
Maryborough · 
Mount Isa · 
Rockhampton · 
Thuringowa · 
Toowoomba · 
Townsville